# Nils Assersson Mannersköld
Nils Assersson, seit 1612 Mannersköld (* 1586 in Västergötland; † 30. März 1655 in Adelsnäs, Östergötlands län), war ein schwedischer Oberst.

## Leben

### Familie
Nils Assersson war ein Sohn von Assar Pedersson und Ingrid Germundsdotter. Er wurde 1612 als Mannersköld in den schwedischen Adelsstand erhoben und 1627 bei der Adelsklasse der Schwedischen Ritterschaft introduziert (Nr. 128). Er vermählte sich in erster Ehe mit Christina Bökler und in zweiter Ehe mit Anna Wrangel († 1681). Aus beiden Ehen sind insgesamt neun Töchter und ein Sohn hervorgegangen. Durch seine Töchter Sidonia Gyllenstierna (1620–1656) und Christina Vellingk († nach 1670) war er Großvater des schwedischen Freiherrn und Feldmarschall Nils Gyllenstierna (1648–1720) sowie der schwedischen Grafen und Generäle Otto Vellingk (1649–1708) und Mauritz Vellingk (1651–1727). Das von ihm gestiftete Adelsgeschlecht Mannersköld ist mit seinen Enkeln 1690 im Mannesstamm erloschen.

### Werdegang
Nils Assersson begann seine Laufbahn im schwedischen Heer als Kornett im Uppland-Regiment. 1609 war er Kammerrat im Dienst Johanns, Herzog von Östergötland und avancierte unter diesem 1611 zum Rittmeister. Nach seiner Nobilitierung erhielt er 1613 sein Stammgut Näs (Adelsnäs) in Östergötland, wo er ein Herrenhaus und weitere Gebäude errichten ließ.
Mannersköld wechselte 1618 zum Östgöta-Kavallerieregiment in Livland, wo er 1625 zum Oberst und Regimentschef avancierte. König Gustav Adolf donierte ihm dort das Landgut Lemburg mit Muremoise, Drewenshof und Siebertmoise. Er muss dort auch Lennewarden besessen haben. Er nahm an der letzten Phase des Krieges in Livland teil und konnte sich in der für Schweden siegreichen Schlacht bei Wallhof 1626 auszeichnen. Im selben Jahr noch wurde er Gouverneur von Ingermanland und Statthalter über Narwa, Iwangorod, Jama, Caporie und Nöteborg. In der Position des Gouverneurs von Ingermanland, wo er auch das Gut Gesterlina unweit Jama besaß, blieb er bis 1643, war aber 1633 auch Statthalter in Dorpat und bis 1634 auch Generalgouverneur in Schwedisch-Livland.
Von Beginn des Jahres 1644 war Mannersköld Landshövding bzw. Gouverneur in Älvsborgs län und Kommandeur in Göteborg, das er erfolgreich im Torstenssonkrieg verteidigte. Gegen Ende des Jahres 1645 wurde er zudem Häradshövding in Väne. Mannersköld hat 1648 seinen Abschied erhalten und zog sich für seinen Lebensabend auf sein Stammgut zurück. Er wurde in der alten Kirche in Åtvids begraben, wo ein Epitaph mit Wappen erhalten ist, das seine Verteidigung Göteborgs sowie einige Stiftungen von ihm und seiner zweiten Gattin an die dortige Kirche erwähnt.